# Sedmerovec
Sedmerovec (in ungherese Szedmerőc) è un comune della Slovacchia facente parte del distretto di Ilava, nella regione di Trenčín.